# Chama rubropicta
Chama rubropicta is een tweekleppigensoort uit de familie van de Chamidae. De wetenschappelijke naam van de soort is voor het eerst geldig gepubliceerd in 1939 door Bartsch & Rehder.